# رمز التحقق من البطاقة

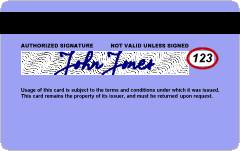

رمز التحقق من البطاقة أو CVC، هو كود الأمان الخاص ببطاقة الائتمان وهو رقم التحقق من البطاقة.وهو عبارة عن رمز إضافي مطبوع على بطاقة الائتمان والسحب الآلي الخاصة بالمستخدم. وفي معظم البطاقات (Visa وMasterCard والبطاقات الصادرة عن البنوك وغيرها)، يكون ذلك الرمز هو آخر ثلاثة أرقام مطبوعة على شريط التوقيع الموجود على ظهر البطاقة الخاصة بالمستخدم. أما على بطاقات أمريكان إكسبريس (AMEX)، فعادةً ما يكون عبارة عن رمز مؤلف من أربعة أعداد موجود على وجه البطاقة. 
ونظرًا لأن رمز CVC لا يكون بارزًا (عكس رقم البطاقة)، فإنه لا تتم طباعته على أي من الإيصالات، وبالتالي فليس من المرجح أن يعرفه أي شخص بخلاف صاحب البطاقة. عند إدخال تفاصيل بطاقة الائتمان في موقع للقيام بالشراء باستخدامها، فالموقع يطلب من المستخدم كتابة رمز CVC لأسباب أمنية. يتم تحويل كل المعلومات التي يرسلها المستخدم عبر اتصالات SSL الآمنة.
- يختلف اسم هذا الرمز بين شركات البطاقات. يمكن أيضاً أن يشير إليه المستخدم باسم «رقم التحقق من البطاقة» (CVV) أو رمز تأمين البطاقة أو رمز التأمين الشخصي.
- جميع بطاقات الائتمان والخصم تحمل رقم الكود الأمني CVC
- يكون هذا الرقم معروفاً لدى البنك ومطبوعاً على البطاقة، ولكن لا يتم تخزينه أو طباعته في أي مكان آخر. ولذلك، يمكن استخدامه للتحقق من الحيازة المادية للبطاقة عند إجراء عملية الشراء، أو على الأقل رأيت البطاقة لفترة من الوقت. على معظم البطاقات، رقم الكود الأمني هو آخر ثلاثة أرقام من الرقم المطبوع على ظهرها، في أعلى يمين شريط التوقيع. وسوف يحتاج المستخدم لإدخال هذا الكود الأمني الإضافي قبل أن يتم إنهاء معاملاته.